# L'Épée de Darwin
L'Épée de Darwin (titre original : Darwin's Blade) est un roman de Dan Simmons paru aux États-Unis en 2000.
Le roman évoque les activités de Darwin Minor, un expert en accidentologie des transports et en reconstitution d'accidents, qui utilise ses connaissances scientifiques et un véritable flair de limier pour démêler les causes réelles des fausses catastrophes. Bientôt, il se trouve confronté à un réseau de fraudes aux assurances et doit subir plusieurs tentatives d'assassinat.

## Titre du roman
Contrairement à ce que le titre pourrait laisser penser, il n'est pas question de Charles Darwin dans le roman, qui tire son intitulé du héros, Darwin Minor.
Proposant une étude des faits selon le principe de complexité, « L'Épée de Darwin » s'énonce ainsi : Toutes choses étant égales par ailleurs, la solution la plus simple est généralement une stupidité.
Elle est l'inverse du « rasoir d'Ockham » selon lequel Toutes choses étant égales par ailleurs, la solution la plus simple est généralement la bonne.

## Résumé
Le roman est composé de 26 chapitres.

### Mise en place de l'intrigue
Chapitres 1 à 3.
On est en Californie en 1999. Darwin (dit « Dar ») Minor, docteur en physique, travaille pour diverses compagnies d'assurances afin d'analyser des scènes d'accident. En effet, de nombreux assurés commettent de faux accidents pour être indûment indemnisés. Darwin travaille notamment en lien avec Trudy et Lawrence (« Larry ») Stewart, un couple d'agents généraux d'assurance.
Lorsque le roman commence, Dar est appelé en urgence tôt le matin par un policier qui doit enquêter sur une situation inhabituelle : une voiture a explosé en plein désert. La route la plus proche se trouve à plusieurs kilomètres de là et il n'y a aucune trace de roues aux alentours. De plus aucun avion n'a survolé la zone. Comment cet accident est-il possible ? Dar enquête et résout l'affaire en moins de deux heures, donnant une explication rationnelle qui évacue les hypothèses d'extraterrestres, de mafia, de conspiration. Puis Dar est appelé par Larry qui, au cours d'une filature, s'est coincé la main dans le moteur de sa voiture. Dans l’après-midi, Dar est requis pour une seconde enquête concernant la mort d'un homme âgé ayant résidé en maison de retraite. L'affaire est facile à résoudre.
Après cette journée bien chargée, Dar rentre chez lui avec sa Honda NSX. Sur l’autoroute, il est la cible d'un homme qui le mitraille. Alors qu'il échappe de peu à la mort, Dar prend en chasse la Mercédès E340 des deux hommes (le conducteur et le tueur). Une course poursuite s'engage entre les deux véhicules. Après plusieurs minutes intenses, la voiture des deux truands sort de la route et s'écrase au fond d'un ravin. Dar est sonné par ce qu'il vient de se passer, d'autant plus qu'un hélicoptère d'une chaîne de télévision en continu a filmé et diffusé en direct la course-poursuite.

### Première enquête et aventures
Chapitres 4 à 10.
Considéré comme un meurtrier, Dar est placé en garde à vue. Il n'y reste pas longtemps compte tenu des traces d'impact de balles sur sa voiture.
Une force opérationnelle interservices a été créée, impliquant les services du procureur général, le FBI, la police californienne, les douanes, le shérif local. Dar est disculpé. On l'informe que les tueurs étaient russes et s'appelaient Vasili Plavinski et Kliment Ritko. On lui propose de collaborer sur l'enquête qui va être menée. Cette tentative d'assassinat est la conséquence d'une escroquerie à l'assurance qui se développe de manière exponentielle depuis quelques années : on a voulu éliminer un expert en accidentologie qui empêche les bandits et escrocs de faire fonctionner leurs affaires. On appelle leur organisation « L'Alliance ».
Il est prévu que Dar soit protégé pendant quelque temps par l'agente spéciale Sydney Olson (« Syd ») du FBI. Elle dormira chez lui.
Dès le lendemain, Dar l'emmène sur les lieux d'un sinistre qui a eu lieu la nuit passée. Il résout cette affaire de manière magistrale, sous les yeux ébahis de Syd. Pendant quelques jours, Dar est la cible des médias locaux, mais ces derniers changent de cible des le fait divers suivant.
Dans les jours qui suivent, Dar et Syd cherchent dans les dossiers de Dar quelles affaires auraient pu entraîner le but de le tuer. Une arnaque à l'assurance retient leur attention. Un nouvel examen du dossier les mène vers Gennie Smiley, une femme qui demandait une très forte somme au sujet de la mort de son compagnon Donald Borden (mort a pu commettre) et son avocat, maître Esposito.
Ces quelques jours passés ensemble impliquent un certain rapprochement entre Syd et Dar, qui révèle à la policière des éléments personnels de sa vie. Ainsi, depuis une dizaine d'années, il vit seul : son épouse et leur fils étaient morts lors d'un accident aérien. Jusque là, il n'a pas fait le deuil de ce déchirement.
Il apparaît que l'avocat Esposito et Gennie Smiley étaient en lien avec Richard Kodiak, qui s'avère être le fils d'un autre avocat très connu, Dallas Trace, qui anime des émissions juridiques sur CNN.
Les liens se renforcent entre Dar et Syd. Dar l’emmène faire du planeur avec lui.
Puis ils sont appelés sur le lieu de la mort de leur suspect : maître Exposito a été retrouvé sur un chantier, écrasé par une plateforme coulissante. Cette plateforme est descendue brusquement. Dar et syd pensent tout de suite à un assassinat. Ils enquêtent pour relever toutes les incohérences de ce décès.

### Deuxième tentative d'assassinat et poursuite de l'enquête
Chapitres 11 à 22.
Syd et Dar se demandent quelle peut être l'éventuelle implication de Dallas Trace dans la mort d'Esposito. Ils présentent à Trace les premiers éléments recueillis et Trace répond qu'il ne sait rien de cette mort. Interrogé sur les liens qu'il entretenait avec son fils, Trace répond franchement aux questions, faisant état des mauvaises fréquentation du fils et de ses démêlés avec la justice.
La poursuite de l'enquête les mène à l'association « Secours aux démunis », qui pourrait être derrière L'Alliance. Syd soupçonne Dallas Trace d'être l'un des chefs de l'Alliance, et l'association « Secours aux démunis » d'être l'outil humain qui leur permet de recruter les migrants permettant les escroqueries, dont plusieurs sont mortelles.
Quelques jours plus, Syd présente à Dar un de ses collègues, Tom Santana. L'homme est franc et courageux : il va infiltrer L'Alliance en se faisant passer pou un migrant voulant gagner de l’argent. Dar se montre réservé.
Le soir même, alors que Dar sort de la douche et se met près de son miroir, un tireur d'élite le vise et tire. Or le tireur a été abusé par la vapeur d'eau de la douche : c'est le miroir présentant l'image de Dar qui est touché à deux reprises. Dar est sonné d'avoir été pris pour cible une deuxième fois en quinze jours.
Un nouvel accident sur l’autoroute ayant entraîné la mort de plusieurs migrants, dont un bébé, fait tomber les dernières réserves de Dar, qui annonce à Syd sa volonté de s'impliquer au maximum dans l'enquête.
Une nouvelle réunion permet d'en savoir plus sur les tueurs présumés, à savoir Yaponchik et Zuker, des anciens agents du KGB.
Le soir, Dar se confie sur un événement traumatisant qu'il a vécu 25 ans auparavant. Àgé de 19 ans en 1975, il avait été envoyé combattre à la fin de la guerre du Viet-Nam, au moment où le Viet-Nam du Nord gagnait la guerre et où les Américains évacuaient leurs ressortissants. Une centrale nucléaire avait été construite à Đà Lạt et on avait envoyé une escouade récupérer 80 grammes de plutonium pour que le produits radioactif ne tombe pas dans les mains des vainqueurs. La quasi-totalité de l'escouade, malgré un immense courage, avait été anéantie. Seul survivant, Dar avait été décoré mais en avait gardé une répugnance pour les armes. Des années après, il avait appris qu'en raison d'une erreur d'étiquetage, il avait ramené sur le porte-avions, non pas le plutonium mais du polonium inoffensif !
Dar décide de passer à la contre-attaque. Il repère la villa somptueuse de Dallas Trace, se camoufle avec un ghillie suit et se rend le samedi 24 juin au soir pour espionner la villa de l'avocat. Il passe un appel téléphonique pour faire croire que des truands veulent venger la mort d'Esposito. En un peu plus de deux jours, il va accumuler nombre de renseignements sur les activités personnelles et ses relations plus ou moins illégales. Surtout, Dar prend en photo les deux tueurs russes Yaponchik et Zuker dont on avait parlé lors de la précédente réunion inter-services. Lorsqu'il regagne son domicile le lundi marin et se repose, Dar est content de son travail. Il informe Syd de ses résultats.
Il est amené à enquête sur la mort horrible de Paul « Paulie » Satchel, broyé dans un hachoir à viandes qui fabrique de la viande pour les hamburgers de la restauration rapide. L'homme était en lien avec Esposito. Apparemment quelqu'un veut « faire le ménage »
Le lendemain, on apprend lors d'une nouvelle réunion interservices que quatre agents du FBI, chargés d'infiltrer l'association « Secours aux démunis », dont Tom Santana, ont été retrouvés exécutés. Nul doute qu'il y a une taupe au sein de la police qui a averti L'Alliance. Syd révèle le nom du traitre : il s'agit de l'avocate Jeannette Poulsen. Celle-ci est arrêtée sous les yeux ébahis des participants à la réunion.

### Dénouement
Chapitres 23 à 26.

## Éditions
- Darwin's Blade, William Morrow, 24 octobre 2000, 368 p.  (ISBN 0-380-97369-3)
- L'Épée de Darwin, Le Rocher, 20 novembre 2002, trad. Guy Abadia, 463 p.  (ISBN 978-2-268-04318-0)
- L'Épée de Darwin, Pocket, coll. « Thriller » no 17558, 14 février 2019, trad. Guy Abadia, 640 p.  (ISBN 978-2-266-29337-2)